# Municipio de Gullspång
El municipio de Gullspång (en sueco: Gullspångs kommun) es un municipio en la provincia de Västra Götaland, al suroeste de Suecia. Su sede se encuentra en las ciudades de Gullspång y Hova. El municipio actual se formó a través de la fusión de las antiguas entidades de Amnehärad, Hova y parte de Visnum.

## Localidades
Hay 3 áreas urbanas (tätort) en el municipio:
| # | Tätort      | Población |
| - | ----------- | --------- |
| 1 | Gullspång   | 1561      |
| 2 | Hova        | 1320      |
| 3 | Otterbäcken | 694       |